# Boerhavia tarapacana
Boerhavia tarapacana är en underblomsväxtart som beskrevs av Rodolfo Amando Philippi. Boerhavia tarapacana ingår i släktet Boerhavia och familjen underblomsväxter. Inga underarter finns listade i Catalogue of Life.